# McVicar (album)
McVicar je čtvrté sólové studiové album Rogera Daltreyho, zpěváka The Who. Zároveň se jedná o soundtrack k filmu McVicar, který je životopisem bankovního lupiče Johna McVicara. Daltrey tento film produkoval a ztvárnil v něm titulní roli. Protože se nahrávání alba zúčastnili všichni tehdejší členové The Who, bývá toto album často považováno za neuznané album The Who, ačkoliv se na něm kapela nijak skladatelsky nepodílela.

## Seznam skladeb
| Pořadí | Název                                        | Délka |
| ------ | -------------------------------------------- | ----- |
| 1.     | Bitter and Twisted (Steve Swindells)         | 4:07  |
| 2.     | Just a Dream Away (Russ Ballard)             | 4:17  |
| 3.     | Escape, Part One (Jeff Wayne)                | 4:00  |
| 4.     | White City Lights (Billy Nicholls, Jon Lind) | 3:17  |
| 5.     | Free Me (Ballard)                            | 3:59  |
| 6.     | My Time Is Gonna Come (Ballard)              | 3:17  |
| 7.     | Waiting for a Friend (Nicholls)              | 3:24  |
| 8.     | Escape, Part Two (Wayne)                     | 4:00  |
| 9.     | Without Your Love (Nicholls)                 | 3:18  |
| 10.    | McVicar (Nicholls)                           | 2:50  |

## Obsazení
- Roger Daltrey - zpěv
- Kenney Jones - bicí
- Dave Mattacks - bicí
- Stuart Elliott - bicí
- John Entwistle - baskytara
- Herbie Flowers - baskytara
- Dave Markee - baskytara
- Ricky Hitchcock - kytara
- Billy Nicholls - kytara
- Pete Townshend - kytara
- John "Rabbit" Bundrick - klávesy
- Ken Freeman - syntezátor, klávesy
- Jo Partridge - slide, elektrická a akustická kytara
- Frank Ricotti - perkuse
- Tony Carr - perkuse
- Ron Aspery - flétna[3]